# Sloane Square

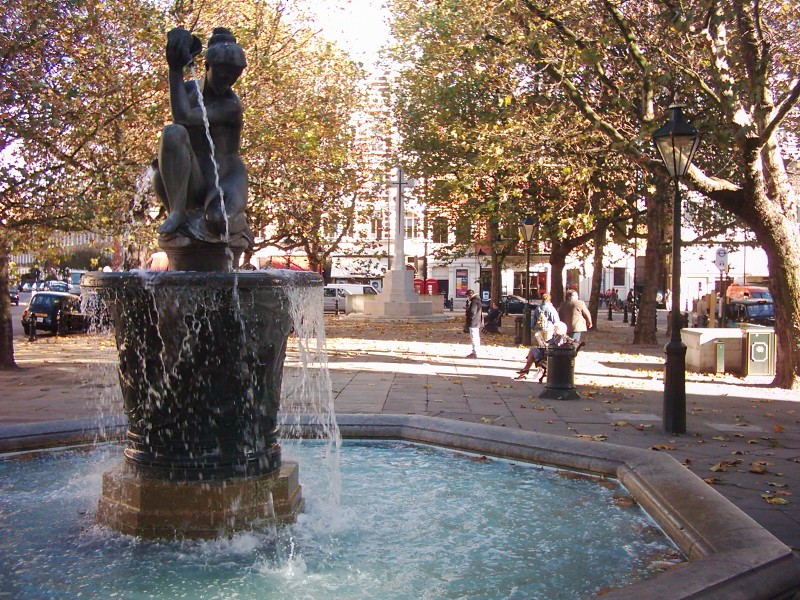
Una fuente en Sloane Square.

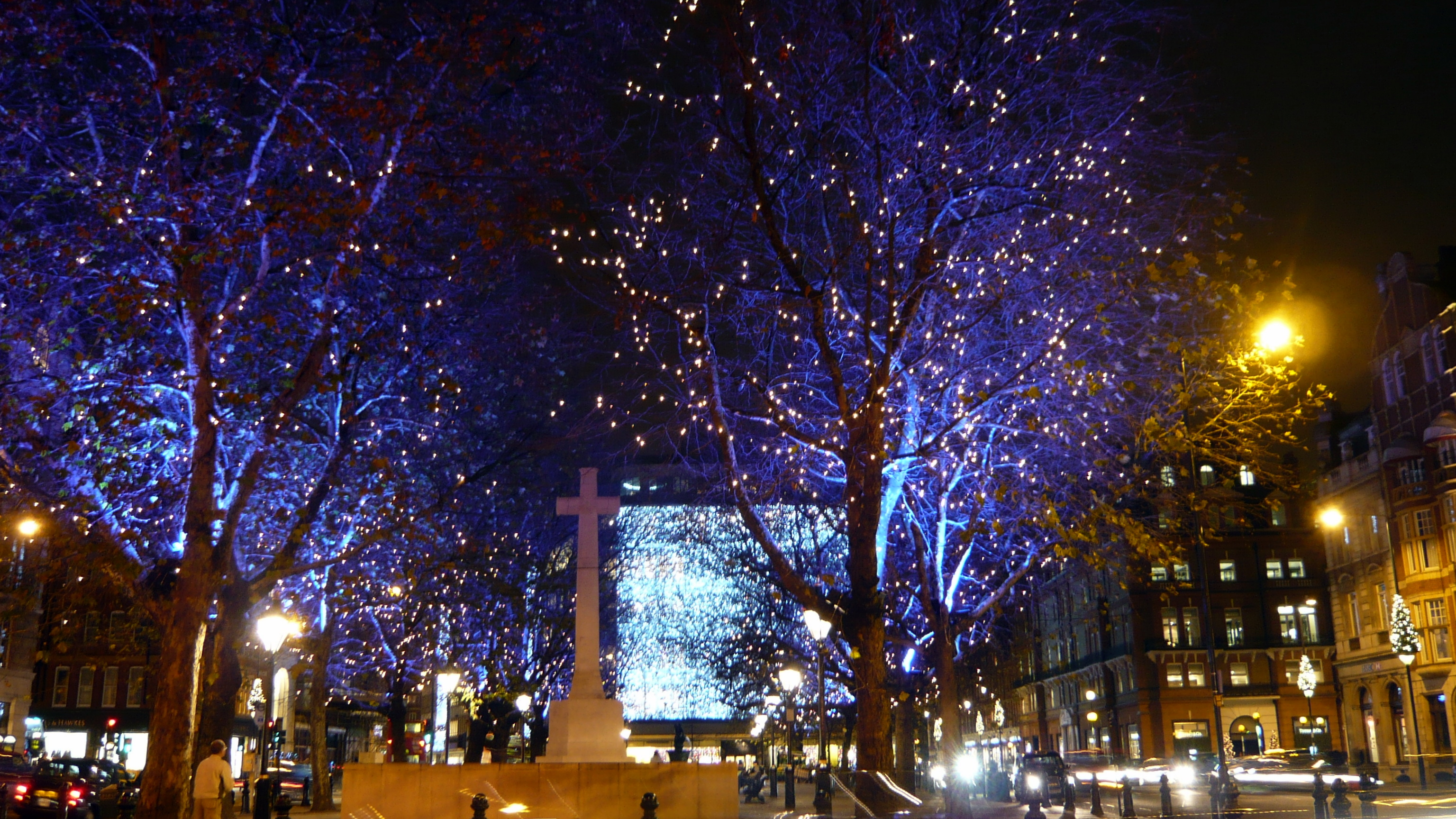
Luces de Navidad en Sloane Square.

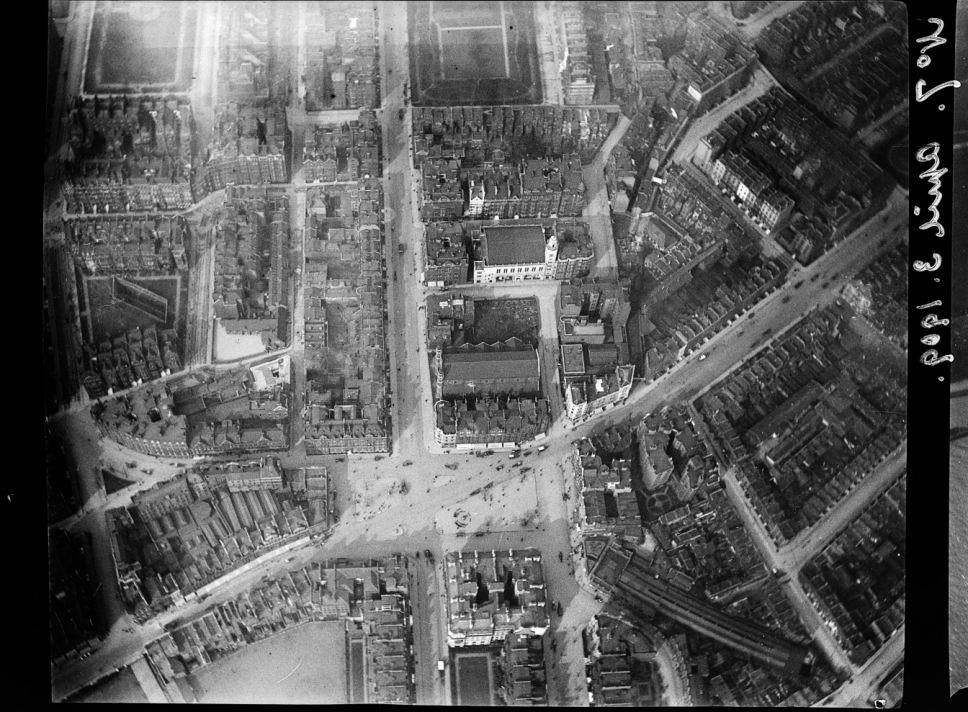
Vista aérea de Sloane Square en 1909.

Sloane Square es una pequeña plaza ajardinada situada en el límite de los distritos de Knightsbridge, Belgravia y Chelsea del centro de Londres, 3,4 km al suroeste de Charing Cross, en Kensington y Chelsea. La zona constituye la frontera entre las dos propiedades aristocráticas más grandes de Londres, el Grosvenor Estate y los Cadogan Estates. La plaza era conocida antiguamente como Hans Town, y fue trazada en 1771 según el proyecto de Henry Holland Sr. y Henry Holland Jr. Tanto el nombre actual de la plaza como el de Hans Town se deben a Sir Hans Sloane (1660–1753), que era el propietario del terreno en la época.

## Localización
La plaza se sitúa en el extremo Este de Kings Road y en el extremo sur de la más convencional Sloane Street, que la conecta con Knightsbridge. A principios de los años ochenta, dio su nombre a los Sloane Rangers, los jóvenes subempleados, a menudo miembros acomodados y altaneros de las clases altas. En el lado norte de la plaza está el Sloane Square Hotel.

## Historia
La plaza tiene dos edificios de interés. El primero de ellos son los grandes almacenes Peter Jones, diseñados en 1936 por Reginald Uren del estudio Slater Moberly and Uren y declarados un monumento clasificado de Grado II* debido a su innovador muro cortina y a su estética moderna, que fue pionera entre los grandes almacenes del Reino Unido. El edificio fue restaurado cuidadosamente entre 2003 y 2007 con mejoras internas en línea con el diseño original de John McAslan and Partners. Esto incluía hacer el atrio, que originalmente era de tres plantas, de altura completa. Peter Jones forma parte en la actualidad de la cadena John Lewis.
El otro es el Royal Court Theatre, inaugurado en 1888, que fue muy importante para el desarrollo del teatro de vanguardia en los años sesenta y setenta, cuando era la sede de la English Stage Company.
A cien metros de la plaza, en Sloane Terrace, se construyó la antigua Christian Science Church en 1907, que fue convertida en 2002 para su uso como sala de conciertos con el nombre de Cadogan Hall. Actualmente es una de las salas de conciertos de música clásica más importantes de Londres. A poca distancia de la plaza, siguiendo Kings Road, está el Museo Nacional del Ejército. Holy Trinity Sloane Street, una iglesia parroquial de la Iglesia de Inglaterra construida en 1890, está situada  50 m al norte de la plaza y es conocida a veces como la «Catedral del Arts and Crafts» debido a sus detalles, entre los que se encuentra un conjunto de ventanas de Sir Edward Burne-Jones, el más extenso que realizó. En la esquina sureste de la plaza está la estación Sloane Square (líneas District y Circle) y las dos líneas se cruzan bajo la plaza, al noroeste. El Río Westbourne fluye en un acueducto circular de hierro a la vista sobre los andenes de la estación del metro.
En 2005 se propuso una revisión del paisajismo de la plaza, que implicaba el cambio del trazado de las calles para hacerla más agradable para los peatones. Una opción era crear un cruce de calles en el centro y dos espacios abiertos frente a Peter Jones y el Royal Court Theatre. La zona peatonal que conduce a Pavilion Road alberga actualmente las tiendas de muchas marcas de lujo, como Brora y Links of London. Esta propuesta se sometió a consulta popular, y en abril de 2007 los resultados mostraron que más del 65 % de los encuestados prefería una renovación de la plaza que mantuviera su diseño, por lo que este proyecto fue abandonado. Desde entonces, se han presentado varias propuestas independientes para la plaza.

## Fuente
La Venus Fountain («Fuente de Venus») situada en el centro de la plaza fue construida en 1953 y diseñada por el escultor Gilbert Ledward. La fuente muestra a la diosa Venus, y en su cuenca hay un relieve que muestra al rey Carlos II y su amante Nell Gwynn junto al Támesis, realizado debido a que cerca se sitúa una casa que usó Nell Gwynn. En 2006, David Lammy presentó una propuesta para que la fuente fuera declarada monumento clasificado de Grado II, que consiguió su objetivo.

## Memorial de guerra

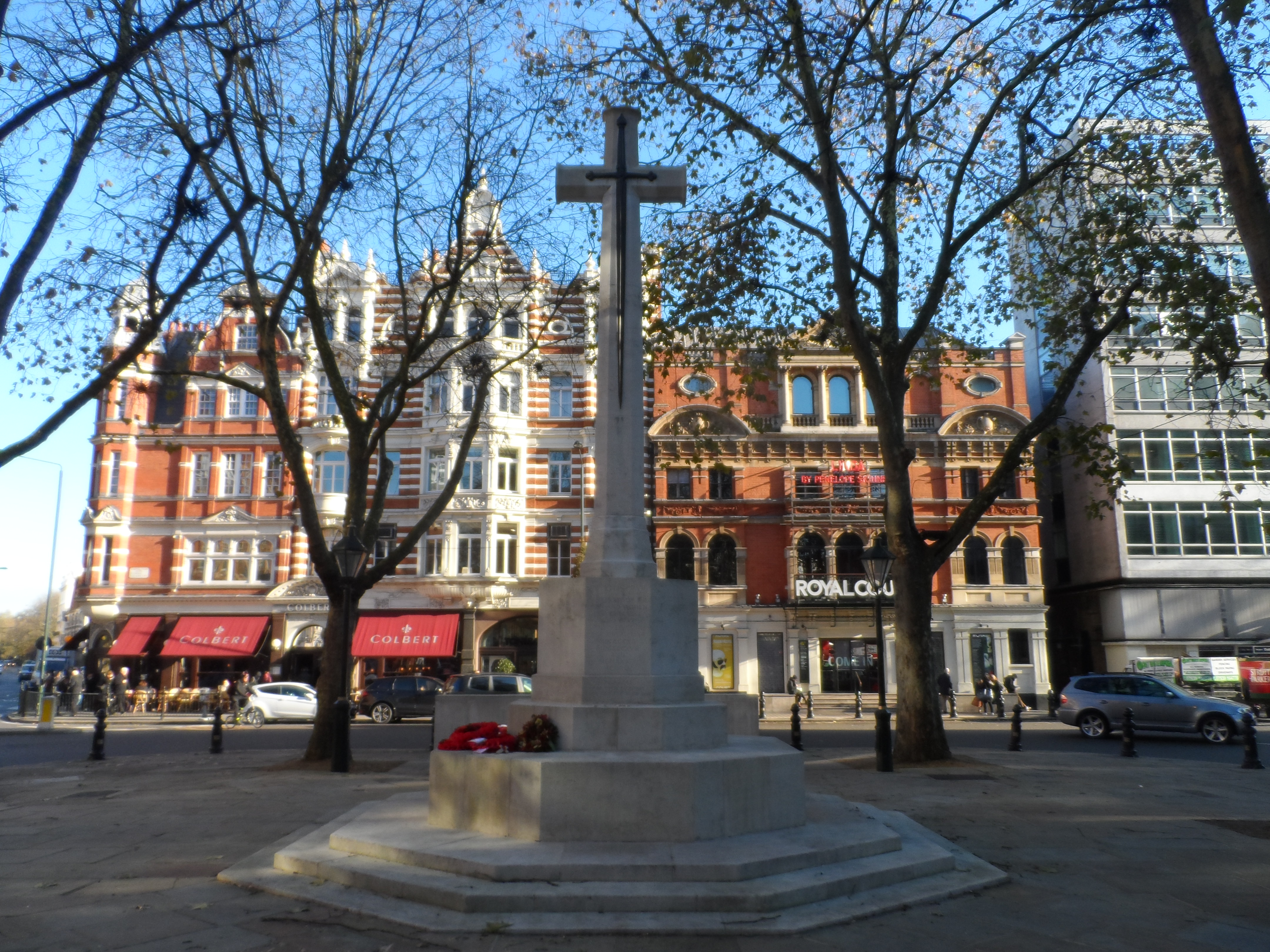
El memorial de guerra en Sloane Square.

También en la plaza, colocada ligeramente descentrada, hay una cruz de piedra que es conocida como Chelsea War Memorial («Memorial de Guerra de Chelsea»), que fue declarado monumento clasificado de Grado II en 2005. Hecha de piedra de Pórtland, y diseñada por un arquitecto desconocido, la cruz se eleva sobre una base octogonal de tres secciones. Una gran espada de bronce está fijada a su cara oeste. La cruz está situada sobre un plinto que tiene la siguiente inscripción:

INVICTIS PAX IN MEMORY OF THE MEN AND WOMEN OF CHELSEA WHO GAVE THEIR LIVES IN THE GREAT WAR MDCCCCXIV MDCCCCVIII AND MCMXXXIX MCMXLV THEIR LIVES FOR THEIR COUNTRY THEIR SOULS TO THEIR GOD.
INVICTIS PAX EN MEMORIA DE LOS HOMBRES Y MUJERES DE CHELSEA QUE DIERON SUS VIDAS EN LA GRAN GUERRA MDCCCCXIV MDCCCCVIII Y MCMXXXIX MCMXLV SUS VIDAS POR SU PAÍS SUS ALMAS A SU DIOS.

## En la cultura popular
Esta plaza es mencionada por Morrissey en su canción Hairdresser on Fire, que fue la canción de la cara B de su sencillo de 1988 Suedehead. En la película del Doctor Who Daleks - Invasion Earth: 2150 A.D., la nave espacial Dalek aterriza en Sloane Square en medio de las ruinas del Londres del siglo XXII. Sloane Square es mencionada por Owen en la tercera canción Love is Not Enough del álbum L'Ami du Peuple.